# Hoofding
Een hoofding of header staat aan het begin van een computerbestand en beschrijft de eigenschappen van dat bestand. Voorbeelden zijn de lengte, format, codering, bij geluidsbestanden ook de bitrate en bemonsteringsfrequentie. Soms wordt ook de versie van het bestandstype vermeld.
Ook websites kunnen gebruikmaken van een hoofding. Deze hoofding bevat belangrijke informatie (javascripts, CSS-opmaak, titel, metagegevens) die over de hele webpagina gebruikt zal worden.
Een ander begrip bij websites is een grote afbeelding (die het logo en de naam van de website bevat) bovenaan de website.

## E-mail
Een e-mailbericht begint steeds met een header. Aanvankelijk staat hierin weinig meer dan het onderwerp, de afzender en de geadresseerde, maar in de loop van de verzending wordt er steeds informatie aan de header toegevoegd, zodat de ontvanger kan zien langs hoe het bericht bij hem is gekomen. Bij normaal gebruik van een e-mailprogramma wordt de header niet getoond.
Vóór het computertijdperk bestond hoofding al als aanduiding van "titel van hoofdstuk of paragraaf". Vooral (Belgische) scripties werden aldus ingedeeld. In Nederland gebruikt men daarvoor doorgaans "kop(je)".